# Erekcja (fizjologia)

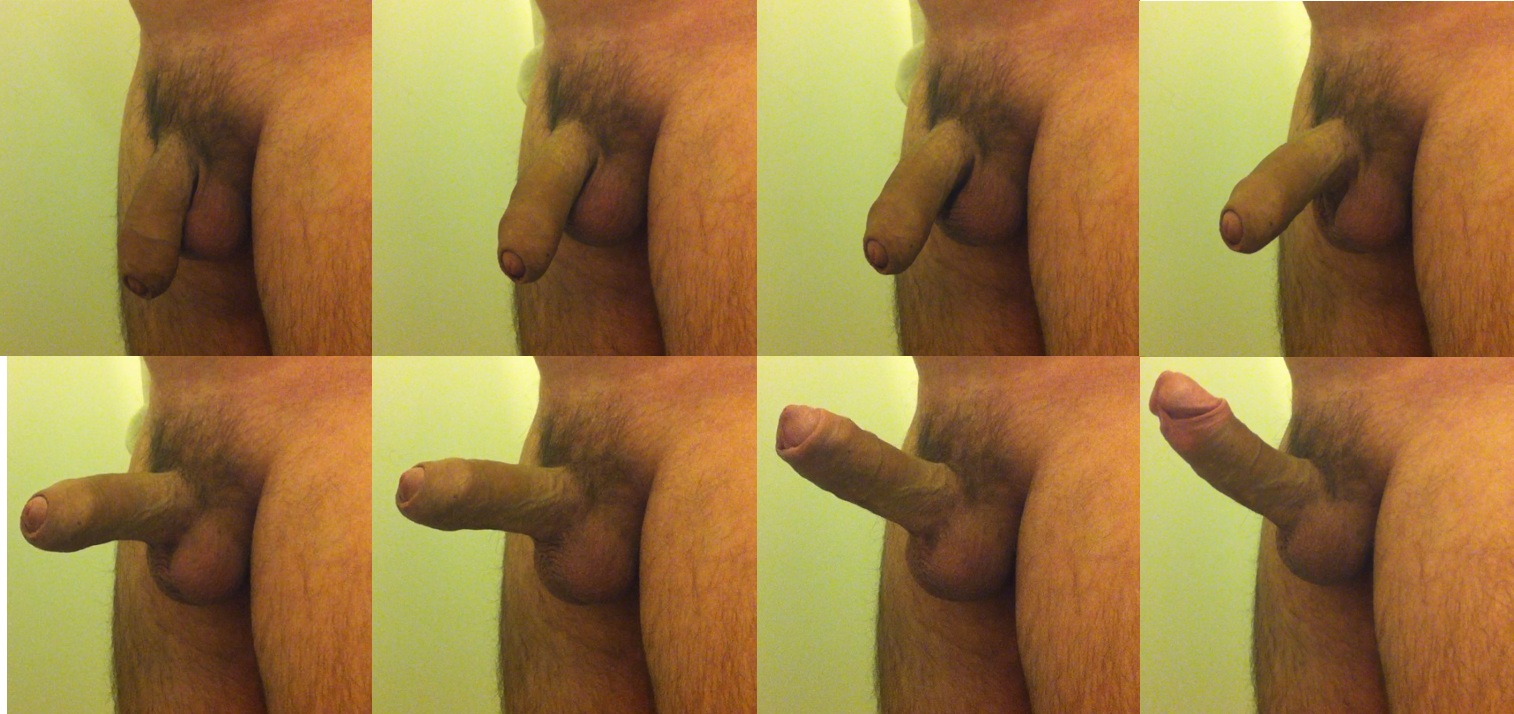
Kolejne fazy erekcji członka

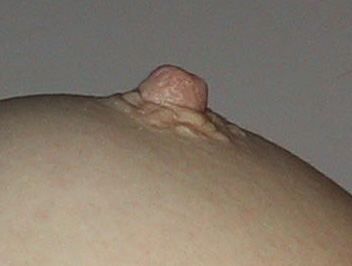
Kobieca brodawka sutkowa w stanie erekcji

Erekcja, wzwód (łac. erectio) – usztywnienie i powiększenie się narządu zbudowanego z ciał jamistych w wyniku zwiększonego dopływu i zmniejszonego odpływu krwi z organu.
Określeniem erekcja najczęściej nazywa się wzwód penisa u mężczyzn (rzadziej powiększenie się łechtaczki lub brodawek sutkowych u kobiet). Erekcja penisa jest czynnikiem umożliwiającym kopulację.

## Fizjologia
Mechanizm erekcji wymaga współdziałania układu nerwowego (ośrodkowego i obwodowego) oraz układu naczyniowego. Elementem, który odgrywa kluczową rolę w mechanizmie erekcji, są ciała jamiste prącia – struktury naczyniowe zbudowane z licznych jamek. W prąciu wiotkim jamki są niemal opróżnione, a ich ściany zapadnięte. Naczynia doprowadzające do nich krew są wężowato poskręcane, mają zwężone światło przepływu, a krew omija je, płynąc przez tzw. anastomozy tętniczo-żylne. W trakcie wzwodu jamki silnie wypełniają się krwią, napinają błonę białawą oraz zwiększają swoją objętość, co skutkuje uciskiem żył prącia uniemożliwiającym odpływ krwi. Jamki otrzymują krew głównie z tętnicy głębokiej prącia oraz w mniejszym stopniu z tętnicy grzbietowej prącia.
Narządy płciowe są utrzymywane w stanie wiotkości dzięki tonicznej aktywności nerwów współczulnych ze splotu podbrzusznego dolnego. Aktywność nerwów współczulnych zawsze powoduje zwężanie tętnic (z wyjątkiem naczyń wieńcowych) – tak więc w tym wypadku dopływ krwi do prącia jest ograniczany.
Po aktywacji ośrodka erekcji w rdzeniu kręgowym (zlokalizowanym na poziomie S2-S4), który przez splot podbrzuszny dolny wysyła gałązki nerwów przywspółczulnych(nerwy miedniczne) do narządów płciowych (a dokładnie nerwów wzwodowych, ciał jamistych prącia i ciała gąbczastego), wskutek czego następuje przewaga unerwienia przywspółczulnego (rozszerzającego naczynia) nad współczulnym. Inna droga prowadzi z rdzenia przedłużonego do splotu żylnego sterczowego i splotu jamistego prącia, poprzez splot podbrzuszny nerwami współczulnymi z górnego odcinka lędźwiowego (z pominięciem ośrodka erekcji).
Przewaga unerwienia przywspółczulnego nad współczulnym powoduje wydzielanie tlenku azotu przez komórki śródbłonka i przez zakończenia nerwowe w ciałach jamistych prącia. Tętnice rozszerzają się. Ciśnienie w ciałach jamistych zwiększa się i krew zaczyna w nich zalegać (w spoczynku jamki są puste, a krew przepływa przez anastomozy), ponieważ odpływ żylny jest zablokowany (żyły są uciśnięte przez powiększone tętnice).
Jeśli erekcja utrzymuje się, wydzielane są inne mediatory rozszerzające naczynia (adenozyna, VIP) oraz następuje skurcz mięśni krocza (mięsień kulszowo-jamisty, mięsień opuszkowo-gąbczasty). Ciśnienie w ciałach jamistych przekracza zazwyczaj 150 mm Hg (czyli jest wyższe niż ciśnienie skurczowe), co umożliwia kopulację.
Do głównych zjawisk prowadzących do erekcji należą zatem:
- wzmożona czynność przywspółczulna
- poszerzenie naczyń krwionośnych i zwiększenie napływu krwi
- rozluźnienie gładkiej tkanki mięśniowej ciał jamistych
- powiększenie zatok naczyniowych
- ucisk żył wypustowych
- obniżenie odpływu żylnego przy zachowanym napływie tętniczym
- zatrzymanie krwi w przestrzeniach jamistych z powodu wzmożonego oporu żylnego.

## Biochemiczne podstawy erekcji
Neurony z grupy NANC (nieadrenergiczne, niecholinergiczne) biorące udział w procesie erekcji uwalniają na swoich zakończeniach tlenek azotu (NO), a także adenozynę, acetylocholinę i wazoaktywny peptyd jelitowy (VIP), które dodatkowo wtórnie zwiększają produkcję NO przez komórki śródbłonka. Głównym mediatorem erekcji jest tlenek azotu, który powstaje w autonomicznych zakończeniach nerwowych przez deaminację argininy. Następnie łącząc się z receptorami cyklazy guanylowej pobudza ją do produkcji związków wysokoenergetycznych cyklicznego monofosforanu guanozyny (ang. cyclic guanosine monophosphate – (cGMP), zwany też wtórnym mediatorem erekcji biorącym udział w rozkurczu elementów mięśniowych), który obniża stężenie kationów wapnia (Ca2+) w cytoplazmie komórek mięśni gładkich. Powoduje to rozkurcz (relaksację komórek) mięśniówki naczyń i ciał jamistych prącia (zob. skurcz mięśnia) oraz zwiększenie napływu do nich krwi. Jednocześnie w miarę wzrostu ciśnienia krwi w ciałach jamistych następuje stopniowe zaciskanie naczyń żylnych, co skutkuje zmniejszeniem odpływu krwi tożsamym ze zwiększeniem napływu krwi tętniczej do zatok ciał jamistych prącia. Rezultatem tych zmian jest erekcja prącia i jego usztywnienie. Po ejakulacji następuje ponownie stymulacja układu współczulnego i wiotczenie prącia.
Do ustępowania wzwodu dochodzi przez działanie enzymu fosfodiesterazy typu 5 (PDE 5), który zmniejsza stężenie cGMP, rozkładając go. Leki będące selektywnymi kompetytywnymi inhibitorami fosfodiesterazy typu 5 (np. sildenafil), a w konsekwencji wydłużają okres dużego stężenia cGMP, są stosowane w leczeniu zaburzeń erekcji (jednych z najczęstszych dysfunkcji seksualnych u mężczyzn).

## Wzorce erekcji
Aby mogło dojść do wzwodu, konieczne jest pojawienie się bodźca podniecającego, który może płynąć nerwami z dwóch stron:
- z mózgu (ośrodek erekcji w rdzeniu kręgowym) – bodźce zmysłowe, wyobraźnia;
- nerwy czuciowe (ich zakończenia zlokalizowane w nabłonku żołędzi, napletka i cewki moczowej, skąd impuls przewodzony jest dalej za pomocą nerwów sromowych do rdzenia kręgowego) – bodźce dotykowe i drażnienie mechaniczne.

Erekcja może być spowodowana mechanicznym pobudzaniem (np. podczas masturbacji) narządów płciowych lub poprzez czynniki psychogenne. Ten drugi czynnik – bodźce erogenne takie jak wyobraźnia, zapach, dźwięk, dotyk – jest główną przyczyną występowania erekcji u zwierząt.
Czasami występuje erekcja spontaniczna spowodowana aktywnością neuronów w ośrodkach mózgu odpowiedzialnych za erekcję.
Ponadto erekcje często towarzyszą fazie snu REM. Są to nocne erekcje członka – ich obecność (lub nie) pozwala ustalić, czy pacjent ma zaburzenia erekcji na tle psychicznym (erekcja podczas snu występuje), czy fizycznym (jeśli erekcji nie ma). Erekcje nocne występują bowiem u wszystkich zdrowych mężczyzn od niemowlęctwa do późnej starości, pojawiają się 4–6 razy podczas snu. Łączny czas ich trwania wynosi ok. 100 minut. Mechanizm ten jest przez niektórych lekarzy wykorzystywany jako narzędzie diagnostyczne celem wyboru odpowiednich kroków leczenia ewentualnych zaburzeń. Występowanie nocnej erekcji u osoby mającej problem z zaburzeniami erekcji, może bowiem wskazywać na problemy o podłożu psychologicznym.
Na tej podstawie można wyróżnić trzy główne wzorce erekcji:
- wzorzec odruchowy – erekcja będąca wynikiem drażnienia mechanoreceptorów okolic genitalnych z pominięciem kontroli mózgu
- wzorzec psychogenny – erekcja będąca wynikiem działania bodźców zmysłowych oraz wyobrażeń o treściach erotycznych
- wzorzec nocny – erekcja będąca efektem naturalnych i fizjologicznych procesów zachodzących w organizmie[9].

Zmiany miażdżycowe lub cukrzyca (zwłaszcza nieleczona) to przykłady obwodowych przyczyn zaburzeń erekcji.
Podczas wzwodu pobudzany jest ośrodek wytryskowy w rdzeniu, co może, ale nie musi prowadzić do ejakulacji.
Wzwód prącia jest niezbędny do odbycia stosunku płciowego, jego zaburzenia wiążą się z impotencją (łac. impotentia coeundi).

## Zaburzenia erekcji

### Etiologia
Zaburzenia erekcji (ED) u mężczyzn to uporczywa niezdolność do osiągnięcia lub utrzymania wzwodu członka w stopniu wystarczającym do odbycia stosunku płciowego. Od 1992 roku nie stosuje się już terminu impotencja, ze względu na jego pejoratywny odcień i implikację nieodwracalności problemu.
Zaburzenia erekcji mają różną postać i mogą przebiegać jako:
- uporczywa i całkowita niezdolność do uzyskania wzwodu;
- niezdolność do uzyskania wzwodu o twardości wystarczającej do penetracji;
- niezdolność do utrzymania wzwodu wystarczająco długo do odbycia pełnego stosunku płciowego.

Etiologia ED jest często wieloczynnikowa, a do zaburzeń erekcji mogą przyczyniać się:
- zmiany naczyniowe
- niedobór testosteronu (postępująca wraz z wiekiem tzw. andropauza obserwowana u 20–30% mężczyzn po 65. roku życia)[12]
- cukrzyca (zaburzenia erekcji u 15% chorych w wieku 30 lat, 60% chorych w wieku 60 lat i aż 90% mężczyzn po 70. roku życia)[12]
- miażdżyca
- niewydolność nerek
- niewydolność wątroby
- stwardnienie rozsiane
- choroby układu krążenia (zaburzenie występuje u 40–80% mężczyzn z chorobą niedokrwienną serca i 15% z nadciśnieniem tętniczym)[12]
- choroby gruczołu krokowego towarzyszące starzeniu się (zaburzenia seksualne, w tym w 60% przypadków zaburzenia erekcji u 50% mężczyzn z objawami ze strony dolnych dróg moczowych (LUTS) lub łagodnym rozrostem gruczołu krokowego (BPH), 25% chorych na raka ograniczonego do stercza i u 12% mężczyzn poddanych elektroresekcji przezcewkowej gruczolaka stercza (TURP))[12]
- patologie funkcji prącia (stwierdzane wraz z wiekiem zmniejszenie zawartości kolagenu i włókien elastycznych w błonie białawej, pogorszenie funkcji śródbłonka i zmniejszenie syntezy NO, pogorszenie podatności naczyniowej oraz istotne osłabienie mechanizmu wasodilatacyjnego)
- używki (alkohol, papierosy, narkotyki)
- stres i problemy emocjonalne (do 20% przypadków zaburzeń erekcji)[13]
- przyjmowanie niektórych leków przeciwnadciśnieniowych (leki beta-adrenolityczne), przeciwdepresyjnych, antagonistów receptora H2, niesteroidowych leków przeciwzapalnych, hormonów, analogów gonadoliberyny (GnRH), antagonistów 5-alfa reduktazy (finasteryd) lub leków uspokajających
- czynniki psychogenne (zaburzenia psychiczne, zaburzenia depresyjne itp. – około 10% przypadków)[13].

### Leczenie
Problemy z erekcją dotyczą około 189 mln mężczyzn na świecie, w Polsce – około 2,6 mln. 40% mężczyzn po 40. roku życia ma zaburzenia erekcji – w 95% przypadków można je leczyć.
Do niefarmakologicznych metod leczenia schorzenia zalicza się psychoterapię – szczególnie u osób z etiologią psychogenną. Jej celem jest przede wszystkim uświadomienie partnerom istoty problemu i wyjaśnienie, że jest to często zjawisko naturalnie postępujące wraz z wiekiem i możliwe do leczenia. U pacjentów z chorobami przewlekłymi ważne jest położenie nacisku na fakt, że zaburzenia erekcji nie są u nich związane z procesem starzenia, ale objawem choroby, a właściwe jej leczenie może przyczynić się do ustąpienia lub zmniejszenia zaburzeń erekcji.
Głównymi preparatami farmakologicznymi stosowanymi w leczeniu ED są:
- preparaty testosteronu – wyrównanie jego niedoboru zwiększa syntezę NO w komórkach śródbłonka poprzez zwiększenia aktywności kanałów potasowych ATP-zależnych, działa również korzystnie na hydrauliczny mechanizm utrzymywania wypełnienia ciał jamistych;
- inhibitory fosfodiesterazy typu 5 – najstarszym lekiem z tej grupy jest sildenafil (Viagra), a lekiem nowej generacji – awanafil (Spedra) – wysoce selektywny, silny i odwracalny inhibitor PDE5. Blokuje on czynności PDE5, która odpowiada za rozkład cGMP, powodując jego zwiększone stężenie w komórkach ciał jamistych prącia skutkujące erekcją. Awanafil osiąga maksymalne stężenie po 30–45 min od doustnego zażycia 200 mg na czczo. Czas ten skraca się czasem do 15-20 min, dając erekcję wystarczającą do odbycia stosunku. Działanie leku utrzymuje się do 6 h, a całość jest bezpiecznie usuwana z organizmu głównie z kałem[18]. Innymi przedstawicielami tej grupy leków są: wardenafil i tadalafil.
- apomorfina – anatagonista podsynaptycznych receptorów dopaminergicznych D1 i D2, zlokalizowanych głównie w jądrze przykomorowym. Receptory te są zakończeniami neuronów oksytocynergicznych, a podawanie apomorfiny aktywuje je, co uruchamia odpowiednie mechanizmy na obwodzie, prowadząc do erekcji. Do zadziałania leku niezbędny jest tlenek azotu. Preparat podawany podjęzykowo osiąga maksymalne stężenie po 15–20 min.

Poza leczeniem farmakologicznym, zaburzenia erekcji, szczególnie w początkowych jej etapach, leczone są również przy wykorzystaniu ćwiczeń pobudzających partie mięśni dna miednicy. Odgrywają one role w aktywności seksualnej. Skurcze mięśni kulszowo-jamistych opuszkowo-jamistych powodują wzrost ciśnienia wewnątrz jamistego i wpływają na sztywność prącia. Badanie przeprowadzone na 55 mężczyznach cierpiących na zaburzenia erekcji, podczas którego 28 z nich zostało zaangażowanych w ćwiczenia dna miednicy, wykazało istotną poprawę funkcjonowania mechanizmu erekcji